# Piroslábú hangyászpitta
A piroslábú hangyászpitta (Grallaria watkinsi) a madarak osztályának verébalakúak (Passeriformes) rendjébe és a hangyászpittafélék (Grallariidae) családjába tartozó faj.

## Rendszerezése
A fajt Frank Chapman amerikai ornitológus írta le 1919-ben.

## Előfordulása
Dél-Amerika északnyugati részén, Peru és Ecuador területén honos. Természetes élőhelyei a szubtrópusi és trópusi lombhullató erdők és cserjések, valamint másodlagos erdők. Állandó, nem vonuló faj.

## Megjelenése
Testhossza 18 centiméter.

## Természetvédelmi helyzete
Az elterjedési területe nem nagy, egyedszáma 10000-19999 példány közötti és csökken. A Természetvédelmi Világszövetség Vörös listáján mérsékelten fenyegetett fajként szerepel.